# Giovanny Espinoza
Giovanny Patricio Espinoza Pabón, né le 12 avril 1977 à Quito, est un footballeur équatorien. Il joue au poste de défenseur avec l'équipe d'Équateur. Ce défenseur très puissant mesure 1,86 m.
Le 24 juin 2009, il signe un contrat de 2 ans à Birmingham City. Mais ne jouant jamais, il rompt son contrat le 12 janvier 2010.

## Carrière

### En club
| Club            | Pays       | Année     |
| --------------- | ---------- | --------- |
| SD Aucas        | Équateur   | 1997-2001 |
| CF Monterrey    | Mexique    | 2002-2003 |
| SD Aucas        | Équateur   | 2002-2003 |
| LDU Quito       | Équateur   | 2003-2006 |
| Vitesse Arnhem  | Pays-Bas   | 2007-2008 |
| Cruzeiro EC     | Brésil     | 2008-2009 |
| Barcelona SC    | Équateur   | 2009-2009 |
| Birmingham City | Angleterre | 2009-2010 |
| Unión Española  | Chili      | 2010-     |

### En équipe nationale
En juin 2002, le sélectionneur Hernán Darío Gómez annonce que Giovanny Espinoza est retenu dans la liste des 23 joueurs pour jouer la Coupe du monde 2002 au Japon. Malheureusement pour lui, il ne disputa aucun match.
Quatre ans plus tard, il est de nouveau convoqué par Luis Fernando Suárez pour participer à la Coupe du monde 2006 en Allemagne avec l'Équateur.
Il a disputé également trois Copa América en 2001, 2004 et 2007.

## Statistiques

### En sélection nationale
| Saison                | Sélection             | Phases finales        | Phases finales | Phases finales | Phases finales | Éliminatoires CDM | Éliminatoires CDM | Éliminatoires CDM | Matchs amicaux | Matchs amicaux | Matchs amicaux | Gold Cup 2002 | Gold Cup 2002 | Gold Cup 2002 | Total | Total | Total |
| Saison                | Sélection             | Compétition           | M              | B              | Pd             | M                 | B                 | Pd                | M              | B              | Pd             | M             | B             | Pd            | M     | B     | Pd    |
| --------------------- | --------------------- | --------------------- | -------------- | -------------- | -------------- | ----------------- | ----------------- | ----------------- | -------------- | -------------- | -------------- | ------------- | ------------- | ------------- | ----- | ----- | ----- |
| 1999-2000             | Équateur              | -                     | -              | -              | -              | -                 | -                 | -                 | 1              | 0              | 0              | -             | -             | -             | 1     | 0     | 0     |
| 2000-2001             | Équateur              | Copa América 2001     | 3              | 0              | 0              | 4                 | 0                 | 0                 | 5              | 1              | 0              | -             | -             | -             | 12    | 1     | 0     |
| 2001-2002             | Équateur              | Coupe du monde 2002   | 0              | 0              | 0              | 5                 | 0                 | 0                 | 2              | 0              | 0              | 1             | 0             | 0             | 8     | 0     | 0     |
| 2002-2003             | Équateur              | -                     | -              | -              | -              | -                 | -                 | -                 | 4              | 0              | 0              | -             | -             | -             | 4     | 0     | 0     |
| 2003-2004             | Équateur              | Copa América 2004     | 3              | 0              | 0              | 7                 | 1                 | 0                 | 2              | 0              | 0              | -             | -             | -             | 12    | 1     | 0     |
| 2004-2005             | Équateur              | -                     | -              | -              | -              | 8                 | 0                 | 0                 | 4              | 0              | 0              | -             | -             | -             | 12    | 0     | 0     |
| 2005-2006             | Équateur              | Coupe du monde 2006   | 4              | 0              | 0              | 3                 | 0                 | 0                 | 5              | 0              | 0              | -             | -             | -             | 12    | 0     | 0     |
| 2006-2007             | Équateur              | Copa América 2007     | 3              | 0              | 0              | -                 | -                 | -                 | 5              | 1              | 0              | -             | -             | -             | 8     | 1     | 0     |
| 2007-2008             | Équateur              | -                     | -              | -              | -              | 6                 | 0                 | 0                 | 4              | 0              | 0              | -             | -             | -             | 10    | 0     | 0     |
| 2008-2009             | Équateur              | -                     | -              | -              | -              | 7                 | 0                 | 0                 | 1              | 0              | 0              | -             | -             | -             | 8     | 0     | 0     |
| 2009-2010             | Équateur              | -                     | -              | -              | -              | 3                 | 0                 | 0                 | -              | -              | -              | -             | -             | -             | 3     | 0     | 0     |
| 2011-2012             | Équateur              | -                     | -              | -              | -              | 0                 | 0                 | 0                 | -              | -              | -              | -             | -             | -             | 0     | 0     | 0     |
| Total sur la carrière | Total sur la carrière | Total sur la carrière | 13             | 0              | 0              | 43                | 1                 | 0                 | 33             | 2              | 0              | 1             | 0             | 0             | 90    | 3     | 0     |

## Palmarès
- Champion d'Équateur en 2003 et 2005